# Андреевский (Алтайский край)
Андреевский — поселок в Змеиногорском районе Алтайского края, входит в состав Октябрьского сельсовета.

## История
Согласно Списку населенных мест Томской губернии за 1911, г. пос. Андреевский относился к Верх-Алейской казачьей станице. В нём было 75 дворов, 202 жителя мужского пола, 208 — женского. Количество земли, которой владели селяне — 428 десятин. В поселке было начальное училище, хлебозапасный магазин и маслодельный завод
Основан в 1830 г. В 1928 г. состоял из 116 хозяйств, основное население — русские. В административном отношении являлся центром Андреевского сельсовета Колыванского района Рубцовского округа Сибирского края.
Вариантов названия села или других наименований в документах не найдено. В основе ойконима, по словам жителей посёлка, лежит антропоним: «Много фамилий Андреевых, вот и Андреевка».

## Население
| 1926 | 1997 | 1998 | 1999 | 2000 | 2001 | 2002 |
| ---- | ---- | ---- | ---- | ---- | ---- | ---- |
| 573  | ↘7   | →7   | →7   | →7   | →7   | →7   |
| 2003 | 2004 | 2005 | 2006 | 2007 | 2008 | 2009 |
| ↗9   | ↘6   | ↘4   | →4   | ↗7   | ↘5   | ↘4   |
| 2010 | 2011 | 2012 | 2013 |      |      |      |
| ↘0   | ↗2   | →2   | →2   |      |      |      |